# Liste der Biografien/Rode
Liste der Biografien |
Portal Biografien |
Personensuche
# |
A |
B |
C |
D |
E |
F |
G |
H |
I |
J |
K |
L |
M |
N |
O |
P |
Q |
R |
S |
T |
U |
V |
W |
X |
Y |
Z |
?
 
Ra |
Rb |
Rd |
Re |
Rh |
Ri |
Rj |
Rk |
Rl |
Rm |
Rn |
Ro |
Rr |
Rs |
Rt |
Ru |
Rv |
Rw |
Rx |
Ry |
Rz
 
Roa |
Rob |
Roc |
Rod |
Roe |
Rof |
Rog |
Roh |
Roi |
Roj |
Rok |
Rol |
Rom |
Ron |
Roo |
Rop |
Roq |
Ror |
Ros |
Rot |
Rou |
Rov |
Row |
Rox |
Roy |
Roz 
 
Roda |
Rodb |
Rodd |
Rode |
Rodf |
Rodg |
Rodh |
Rodi |
Rodj |
Rodk |
Rodl |
Rodm |
Rodn |
Rodo |
Rodr |
Rods |
Rodt |
Rodu |
Rodw |
Rody |
Rodz
Die Liste der Biografien führt alle Personen auf, die in der deutschsprachigen Wikipedia einen Artikel haben. Dieses ist eine Teilliste mit 305 Einträgen von Personen, deren Namen mit den Buchstaben „Rode“ beginnt.

## Rode
- Rode, August von (1751–1837), deutscher Schriftsteller, Beamter und Politiker
- Rode, Bärbel, deutsche Sportlerin
- Rode, Bernd Michael (1946–2022), österreichischer Chemiker und Universitätsprofessor an der Universität Innsbruck
- Rode, Bernhard (1725–1797), deutscher Maler
- Rode, Christel, deutscher Bahnradsportler
- Rode, Christian (1936–2018), deutscher Schauspieler und Sprecher
- Rode, Christoph (* 1984), deutscher Künstler
- Rode, Ebbe (1910–1998), dänischer Schauspieler
- Rode, Elaine (* 1999), deutsche Handballspielerin
- Rodé, Emile (1854–1898), Schweizer Jurist und Diplomat
- Rode, Ernst (1894–1955), deutscher Generalmajor der Schutzpolizei, SS-Brigadeführer und Generalmajor der Waffen-SS
- Rodé, Franc (* 1934), slowenischer Geistlicher, Präfekt der Kongregation für die Institute geweihten Lebens und für die Gesellschaften apostolischen Lebens, KardinalFranc Rodé (* 1934)

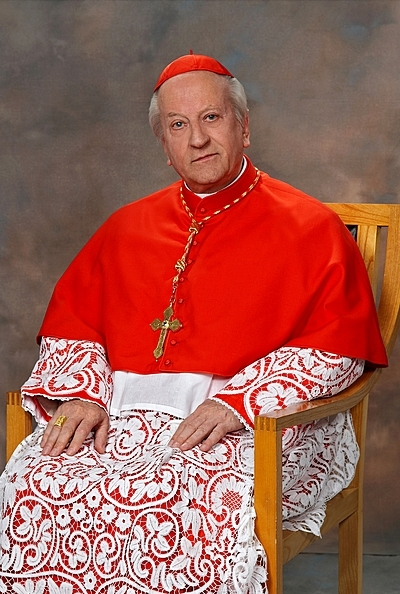
Franc Rodé (* 1934)

- Rode, Fred J. (1896–1971), US-amerikanischer Szenenbildner
- Rode, Friedrich (1855–1923), deutscher evangelischer Theologe, Senior des geistlichen Ministeriums, Politiker, MdHB
- Rode, Georg von (1857–1927), preußischer Generalmajor
- Rode, Heinrich († 1394), Titularbischof von Hippo und Weihbischof in Münster
- Rode, Helge (1870–1937), dänischer Autor, Kritiker und Journalist
- Rode, Helmut (* 1931), deutscher Politiker (CDU), MdB
- Rode, Hermen († 1504), deutscher Maler
- Rode, Jennifer (* 1995), deutsche Handballspielerin
- Rode, Joanna (* 1997), deutsche Handballspielerin
- Rode, Johan (1587–1659), dänischer Mediziner
- Rode, Johann Gottfried (1797–1857), deutscher Musiker und Komponist
- Rode, Johann Rembert (1724–1781), Erster Präsident der preussischen Oberrechnungskammer
- Rode, Johannes († 1532), Domherr und Ratssekretär in Lübeck
- Rode, Johannes, Ordensgeistlicher, Prior der Kartausen Königsfeld, Frankfurt (Oder) und Stettin
- Rode, Johannes († 1439), Abt von St. Matthias Trier, Klosterreformer
- Rode, Johannes (1889–1947), deutscher Polizist und Lagerkommandant im KZ und Polizeigefängnis Fuhlsbüttel sowie dem AEL Langer Morgen
- Rode, Jürgen (* 1949), deutscher Sportpädagoge und Hochschullehrer
- Rode, Karl (1901–1980), deutscher Geologe und Hochschullehrer
- Rode, Karl Philipp Heinrich (1818–1886), preußischer Generalmajor und Kommandeur der Stammdivision der Flotte der Ostsee
- Rode, Karl-Heinz (* 1947), deutscher Diplomat
- Rode, Lydia (* 1992), deutsche Illustratorin
- Rode, Maksymilian (1911–1999), polnischer katholischer Theologe und Bischof
- Rode, Martin (1961–1989), dänischer Schauspieler
- Rode, Nicolò (1912–1998), italienischer Regattasegler
- Rode, Paul (1901–1948), französischer Mammaloge
- Rode, Paul vom (1489–1563), evangelischer Theologe und Reformator
- Rode, Pierre (1774–1830), französischer Violinist und Komponist
- Rode, Renārs (* 1989), lettischer Fußballspieler
- Rode, Richard von (1800–1871), Kammerherr, Reisemarschall und Mitglied des Hofstaates im Herzogtum Anhalt
- Rode, Roberts (* 1987), lettischer Skirennläufer
- Rode, Sebastian (* 1990), deutscher FußballspielerSebastian Rode (* 1990)

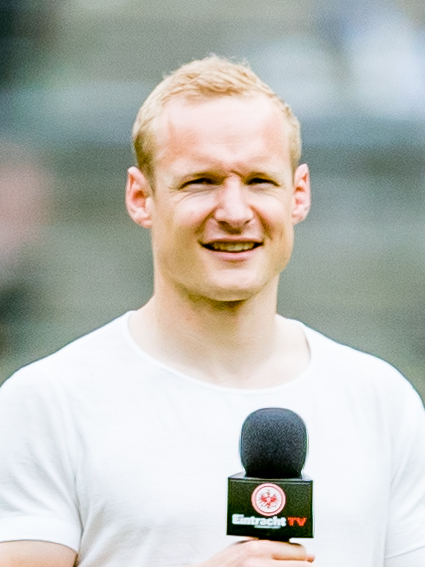
Sebastian Rode (* 1990)

- Rode, Søren (1935–2023), dänischer Schauspieler
- Rode, Swana (* 1991), deutsche Schauspielerin
- Rode, Thomas († 1487), römisch-katholischer mecklenburgischer Geistlicher, Domherr und Propst
- Rode, Valentin (1752–1831), deutscher Lehrer, Bürgermeister und Politiker
- Rode, Waldemar (1903–1960), deutscher Pastor
- Rode, Walther (1876–1934), österreichischer Rechtsanwalt und Schriftsteller
- Rode, Wilhelm (1887–1959), deutscher Opernsänger (Bass) und Intendant
- Rode, Willy (* 1938), deutscher Trabrennsportler
- Rode-Bosse, Petra (* 1959), deutsche Politikerin (SPD), MdB
- Rode-Breymann, Susanne (* 1958), deutsche Musikwissenschaftlerin, Präsidentin der HMTM HannoverSusanne Rode-Breymann (* 1958)

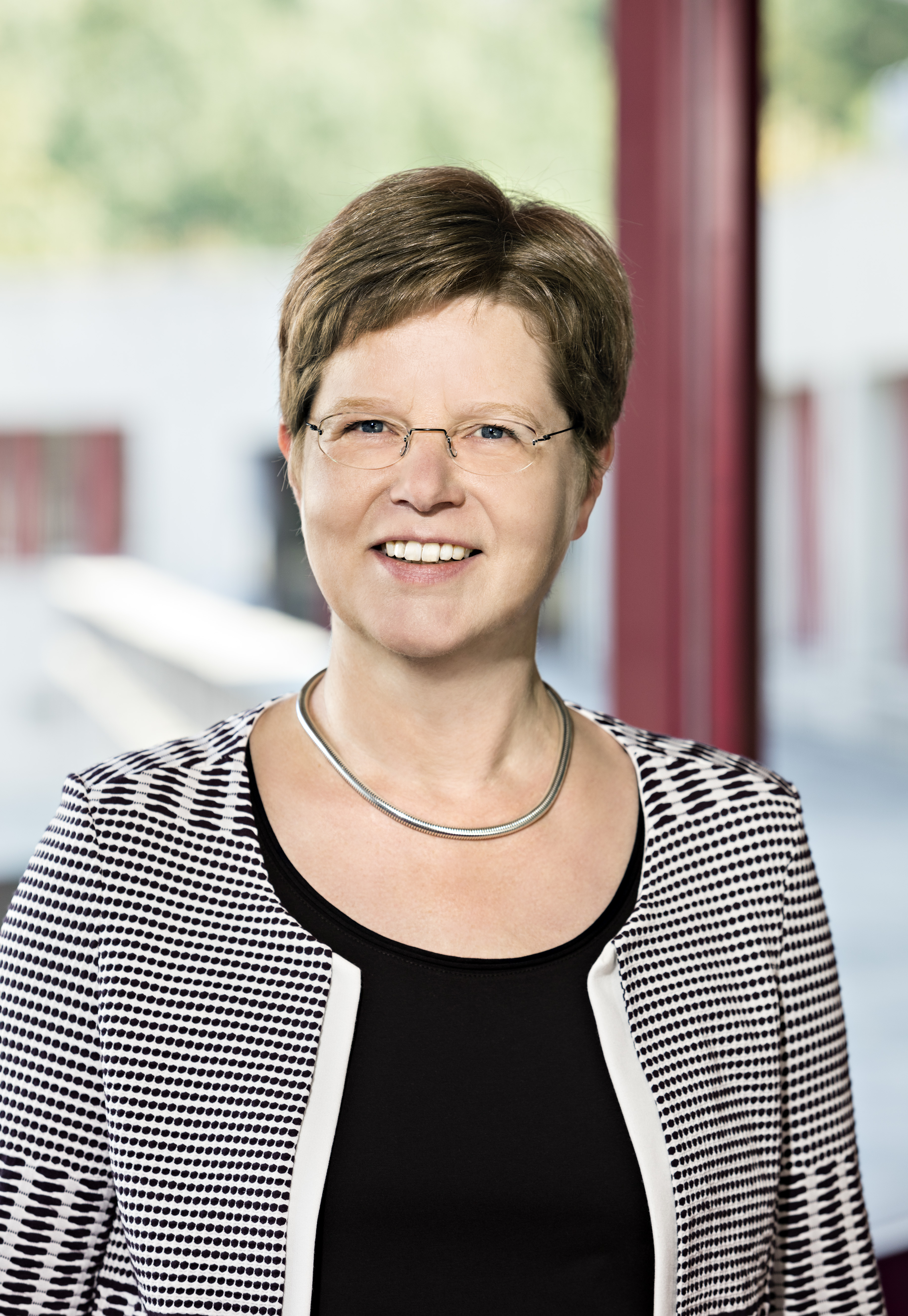
Susanne Rode-Breymann (* 1958)

### Rodeb
- Rodebush, Worth H. (1887–1959), US-amerikanischer Chemiker

### Rodec
- Rodeck, Carl (1841–1909), deutscher Radierer, Landschafts- und Miniaturmaler
- Rodeck, Gerhard (1922–2020), deutscher Urologe
- Rodeck, Heinrich (1920–2018), deutscher Kinder- und Jugendarzt, Hochschullehrer und Forscher

### Rodef
- Rodefeld, Luana (* 1997), deutsche Basketballspielerin

### Rodeg
- Rodegerdts, Albert (1898–1973), Kreisleiter der NSDAP in Uelzen
- Rodeghiero, Riccardo, italienischer Skispringer
- Rodeghiero, Roberta (* 1990), italienische Eiskunstläuferin

### Rodeh
- Rodeh, Alona (* 1979), israelische Multimediakünstlerin
- Rodehau, Gunther (* 1959), deutscher Leichtathlet
- Rodehorst, Otto (1886–1917), deutscher Gymnasiallehrer und Schriftsteller

### Rodei
- Rodeit, Julia K. (* 1977), deutsche Autorin

### Rodek
- Rodek, Hanns-Georg (* 1957), deutscher Journalist und Filmkritiker
- Rodek, Peter (* 1944), österreichischer Politiker (ÖVP), Landtagsabgeordneter, Mitglied des Bundesrates
- Rodekamp, Volker (* 1953), deutscher Volkskundler und Museumsleiter
- Rodekamp, Walter (1941–1998), deutscher Fußballspieler
- Rodekirchen, Eva Mona (* 1976), deutsche Sängerin und Schauspielerin
- Rodekurth, Willi (* 1948), deutscher Fußballspieler

### Rodel
- Rödel, Aribert (1898–1965), deutscher Architekt
- Rödel, Claus (* 1966), deutscher Strahlentherapeut
- Rödel, Dirk-Boris (* 1969), deutscher Journalist und Sachbuchautor
- Rodel, Ernst (1901–1993), Schweizer Journalist und Politiker (SP)
- Rödel, Frank (* 1954), deutscher Maler
- Rödel, Franz (1847–1932), deutscher Ökonom und Politiker
- Rödel, Friedrich (1888–1945), deutscher Widerstandskämpfer gegen den Nationalsozialismus
- Rodel, Gerda (1914–1998), Schweizer Journalistin und Sozialistin
- Rödel, Gerhard (* 1952), deutscher Biologe
- Rödel, Gustav (1915–1995), deutscher Offizier, zuletzt Brigadegeneral der Bundeswehr
- Rödel, Jürgen (* 1958), deutscher Materialwissenschaftler und Hochschullehrer
- Rödel, Karl (1907–1982), deutscher Maler und Lithograf
- Rödel, Kurt (1904–1942), deutscher Turner
- Rödel, Kurt (* 1919), deutscher Gesellschaftswissenschaftler und Hochschullehrer
- Rödel, Liane (1935–2002), deutsche Tischtennisspielerin
- Rödel, Mark-Oliver (* 1965), deutscher Herpetologe
- Rödel, Michael (* 1978), deutscher Germanist und Fachdidaktiker für Deutsch
- Rödel, Rolf (1940–2013), deutscher Marineoffizier, Konteradmiral der Volksmarine
- Rödel, Thomas (* 1967), deutscher Chemiker
- Rödel, Udo (* 1947), deutscher Maler
- Rodel, Ursula (1945–2021), Schweizer Modedesignerin, Kostümbildnerin und Unternehmerin
- Rödel, Volker (1941–2017), deutscher Architekt und Denkmalpfleger
- Rödel, Volker (* 1945), deutscher Archivar und Historiker
- Rödel, Walter Gerd (1940–2009), deutscher Historiker
- Rödel, Wolfgang (1924–2007), deutscher Medienwissenschaftler und Featureautor
- Rodela (1954–2020), brasilianischer Komiker
- Rodeland, Jürgen, deutscher Musikwissenschaftler und Orgelsachverständiger
- Rödelberger, Wolfgang (1934–2010), deutscher Musikproduzent, Komponist, Musiker und Arrangeur
- Rodelin, Ronny (* 1989), französischer Fußballspieler
- Rodelinda, Ehefrau des Langobardenkönigs Perctarit
- Rodelinde, Ehefrau des Langobardenkönigs Audoin
- Rodell, Marie (1912–1975), US-amerikanische Literaturagentin
- Rodelstedt, Peter Gottlandt, deutscher Maler, Kupferstecher und Formschneider

### Rodem
- Rodemann, Karsten (* 1965), deutscher Musiker, Publizist und Aktivist
- Rodemann, Paul (1887–1963), Abgeordneter der Weimarer Nationalversammlung, Mitgründer des Darmstädter Echos
- Rodembourg, Christian (* 1956), belgischer Ordensgeistlicher, Bischof von Saint-Hyacinthe
- Rodemeier, Max (1858–1936), deutscher Maler und Professor
- Rodemer, Heinrich (1908–1980), deutscher Jurist, Redakteur und Politiker (FDP), MdL
- Rodemer, Horst (1938–2015), deutscher Wirtschaftswissenschaftler
- Rodemeyer, Jamey (1997–2011), US-amerikanischer Teenager und Mobbingopfer
- Rodemich, Gene (1890–1934), US-amerikanischer Jazzpianist, Bandleader und Filmkomponist

### Roden
- Roden, Claudia (* 1936), britische Kochbuchautorin
- Roden, Emmo von (1861–1945), deutscher Generalmajor der Reichswehr
- Roden, Emmo von (* 1892), deutscher Generalmajor der Wehrmacht
- Roden, Evert van, Bildhauer der Spätgotik in Münster (Westfalen)
- Roden, Günter von (1913–1999), deutscher Historiker, Archivar und Stadtarchivdirektor in Duisburg
- Roden, Holland (* 1986), US-amerikanische SchauspielerinHolland Roden (* 1986)

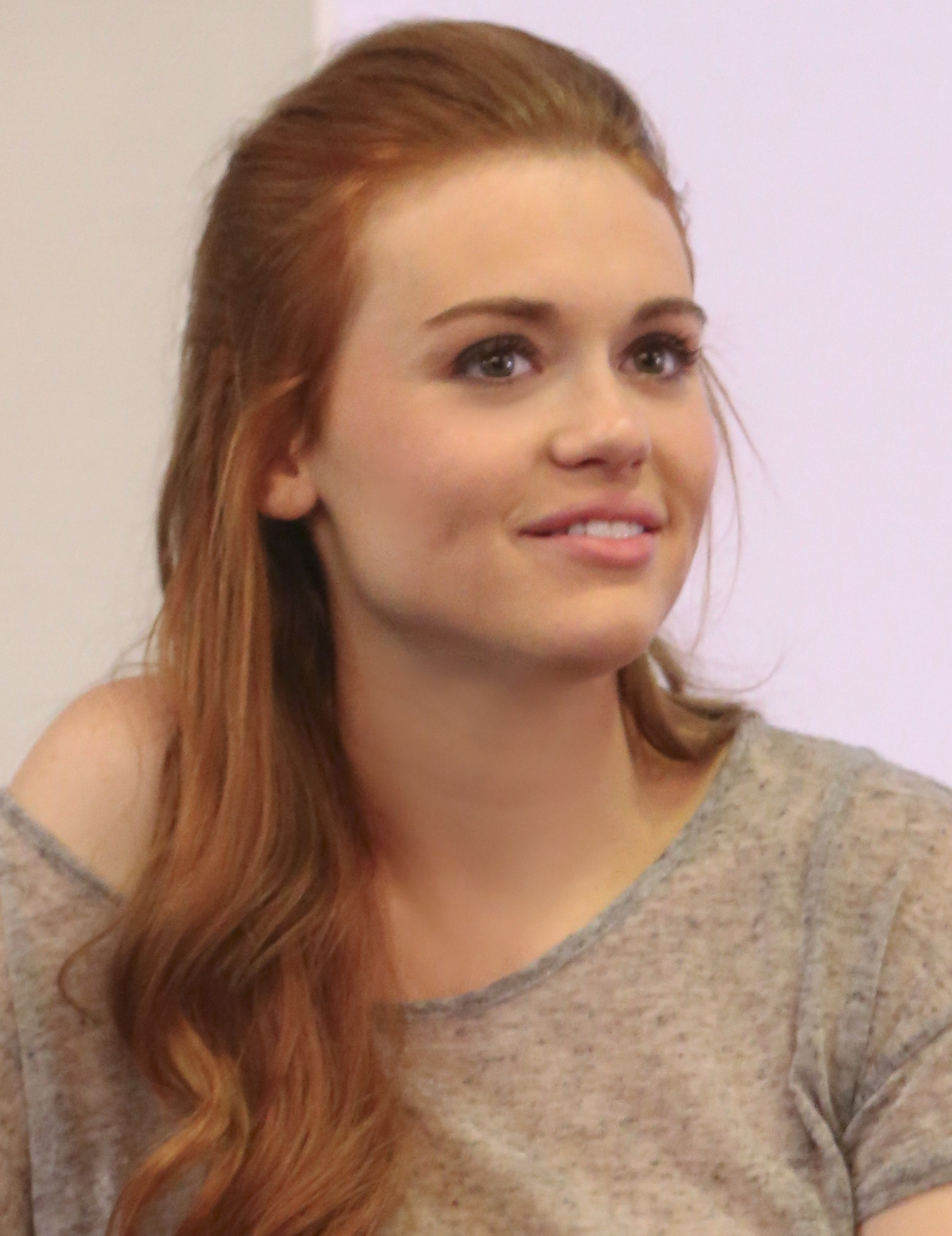
Holland Roden (* 1986)

- Roden, Karel (* 1962), tschechischer Schauspieler
- Roden, Max (1881–1968), österreichischer Lyriker
- Roden, Michael (* 1961), österreichischer Internist, Endokrinologe und Diabetologe
- Roden, Paul (1904–1999), deutscher Politiker (NSDAP), MdR
- Rodenak, Arturo (1931–2012), argentinischer Fußballspieler
- Rodenbach, Georges (1855–1898), Dichter und Schriftsteller des Symbolismus
- Rödenbeck, Carl (1811–1871), deutscher Jurist, Justizkommissar, Rechtsanwalt und Notar, MdFN
- Rödenbeck, Karl Heinrich Siegfried (1774–1860), deutscher Historiker
- Rodenberg, August (1873–1933), US-amerikanischer Tauzieher
- Rodenberg, Carl (1854–1926), deutscher Historiker
- Rodenberg, Carl-Heinz (1904–1995), deutscher Psychiater und Neurologe, Leiter der „Reichszentrale zur Bekämpfung der Homosexualität und Abtreibung“
- Rodenberg, Gottfried von, Landmarschall des deutschen Ordens in Livland
- Rodenberg, Hans (1895–1978), deutscher Theaterwissenschaftler, Filmregisseur und Politiker (SED), MdV
- Rodenberg, Hans-Peter (* 1952), deutscher Amerikanist
- Rodenberg, Heinrich von († 1381), Benediktinerabt
- Rodenberg, Ilse (1906–2006), deutsche Schauspielerin und Theaterintendantin, MdV, NDPD-Funktionärin
- Rodenberg, Johann (1572–1617), holländischer evangelischer Theologe
- Rodenberg, Julius (1831–1914), deutscher Journalist und SchriftstellerJulius Rodenberg (1831–1914)

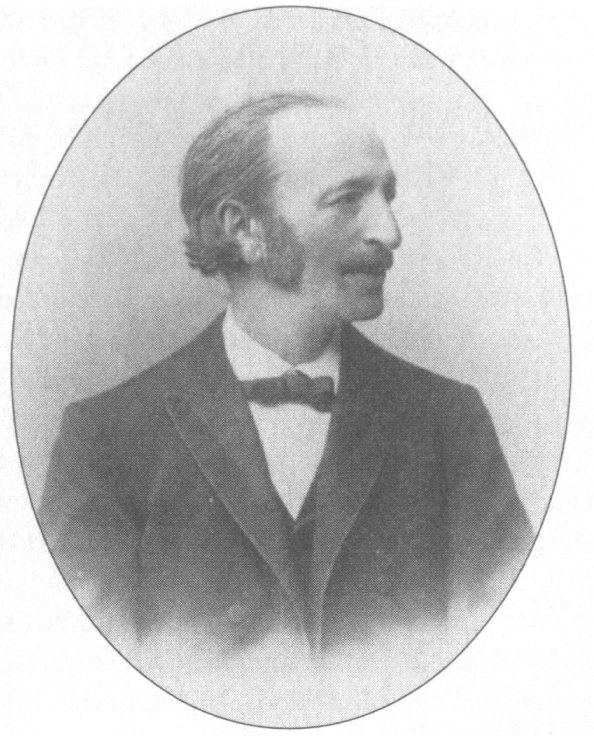
Julius Rodenberg (1831–1914)

- Rodenberg, Julius (1884–1970), deutscher Bibliograf, Bibliothekar und Kunsthistoriker
- Rodenberg, Wilhelm (1892–1955), deutscher Jurist und Politiker (NSDAP)
- Rodenberg, William A. (1865–1937), US-amerikanischer Politiker
- Rodenborch, Albert († 1421), Ratssekretär der Hansestadt Lübeck und Lübecker Domherr
- Rodenbourg, Eugène (1895–1975), luxemburgischer Jurist
- Rodenbrock-Wesselmann, Anne (* 1952), deutsche Diplom-Pädagogin, Bürgermeisterin von Halle (Westf.)
- Rodenbücher, Alfred (1900–1979), deutscher Offizier und Politiker (NSDAP), MdR, Höherer SS- und Polizeiführer
- Rodenburg, Carl (1894–1992), deutscher Generalleutnant im Zweiten Weltkrieg
- Rodendorf, Boris Borissowitsch (1904–1977), russischer Paläontologe und Entomologe
- Rodenhausen, Anna (* 1966), deutsche Hochschulprofessorin und Mathematikerin
- Rodenheiser, Dick (* 1932), US-amerikanischer Eishockeyspieler
- Rodenkirch, Bernwarda (1883–1979), deutsche Ordensschwester
- Rodenkirch, Joachim (* 1964), deutscher Kommunalpolitiker (CDU), Bürgermeister
- Rodenkirchen, Hans Karl (1926–2007), deutscher Grafiker, Designer und Umweltaktivist
- Rodenkirchen, Norbert (* 1962), deutscher Musiker
- Rodens, Franz (1900–1972), deutscher Journalist und Autor
- Rodensky, Shmuel (1904–1989), israelischer SchauspielerShmuel Rodensky (1904–1989)

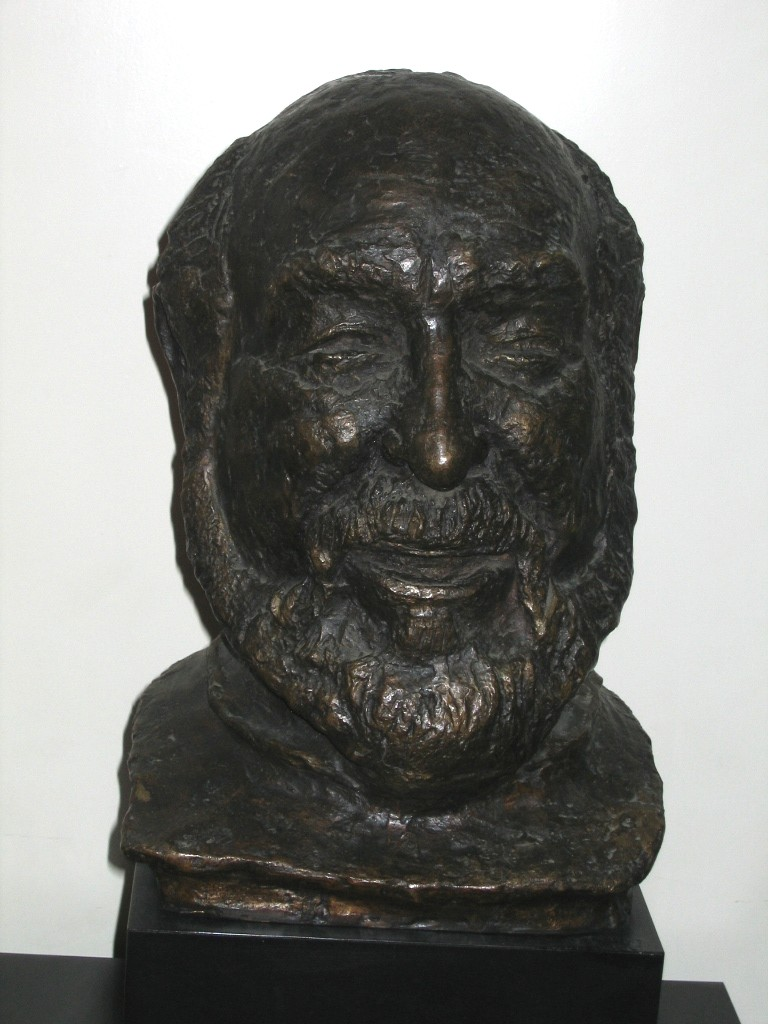
Shmuel Rodensky (1904–1989)

- Rodensteen, Hermann Raphael († 1583), niederländischer Orgelbauer
- Rodenstein, Georg Anton von (1579–1652), deutscher Geistlicher, Bischof von Worms (1629–1652)
- Rodenstein, Hans III. zu (1418–1500), Odenwälder Ritter und Vorbild für Sagengeschichten
- Rodenstein, Heinrich (1902–1980), deutscher Pädagoge und Hochschullehrer
- Rodenstein, Heinrich von (1769–1857), Landtagsabgeordneter Großherzogtum Hessen
- Rodenstein, Marianne (* 1942), deutsche Soziologin und Hochschullehrerin
- Rodenstein, Philipp von (1564–1604), Bischof von Worms (1595–1604)
- Rodenstock, Alexander (1883–1953), deutscher Unternehmer und Wirtschaftsfunktionär
- Rodenstock, Hardy (1941–2018), polnischer Künstlermanager und Musikverleger, Weinkenner und -händler
- Rodenstock, Josef (1846–1932), deutscher Unternehmer
- Rodenstock, Michael (1885–1933), deutscher Gewerkschafter
- Rodenstock, Randolf (* 1948), deutscher Unternehmer
- Rodenstock, Rolf (1917–1997), deutscher Ökonom und Unternehmer
- Rodenwaldt, Ernst (1878–1965), deutscher Tropenmediziner
- Rodenwaldt, Gerhart (1886–1945), deutscher Klassischer Archäologe
- Rodenwaldt, Jörg (* 1954), deutscher Autor

### Roder
- Röder von Diersburg, Ludwig (1822–1881), preußischer Verwaltungsjurist in Hessen
- Röder, Adam (1858–1937), deutscher Politiker (Zentrum), MdR
- Röder, Adam (1869–1935), deutscher Politiker (BVP), MdR
- Röder, Adolf (1904–1983), deutscher Maler, Grafiker und Galerist
- Roder, Albert (1896–1970), deutscher (Motorrad-)Konstrukteur
- Röder, Alexander (* 1960), deutscher Geistlicher, Hauptpastor in HamburgAlexander Röder (* 1960)

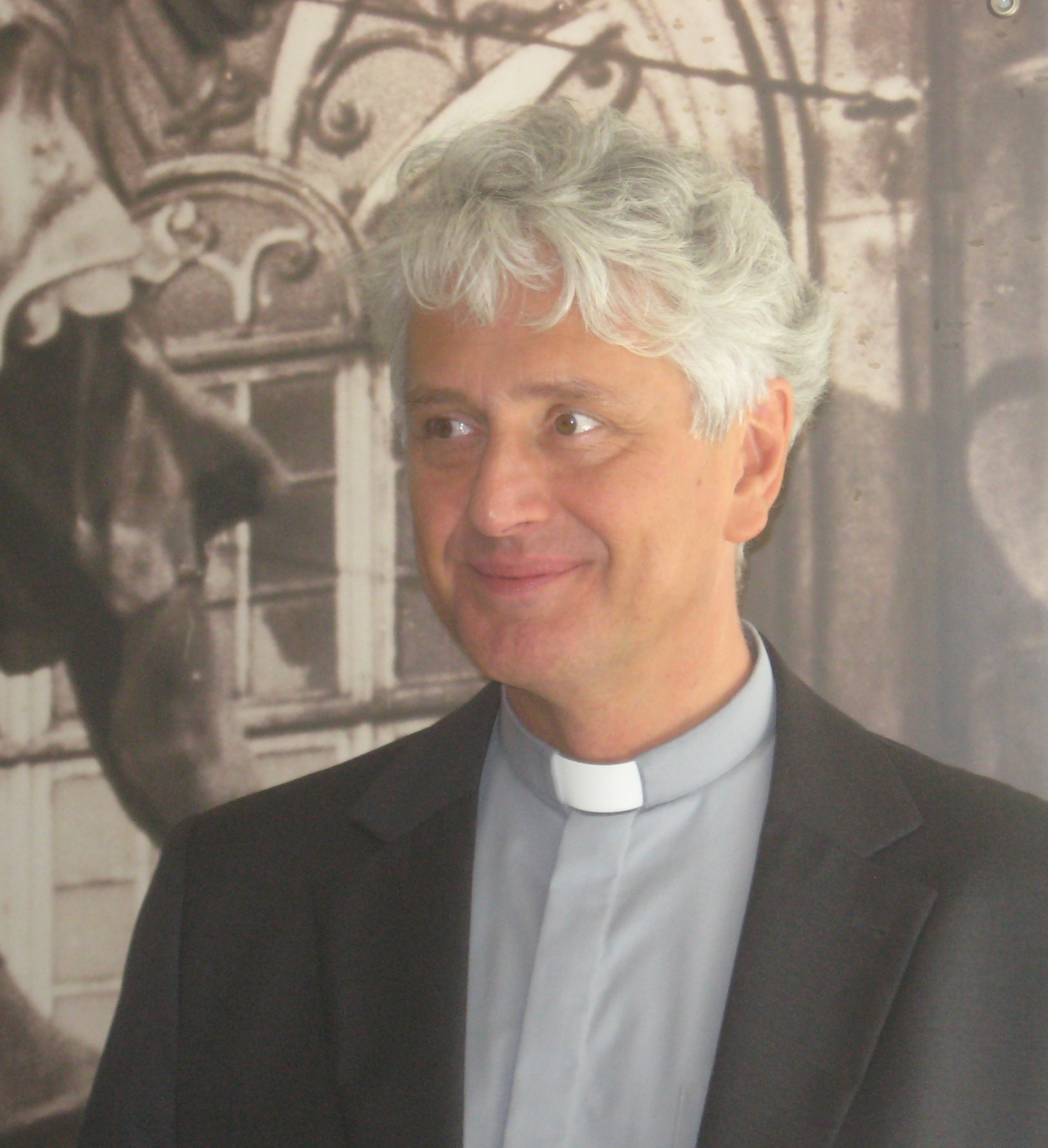
Alexander Röder (* 1960)

- Röder, Alexander (* 1982), deutscher Crosslauf-Sommerbiathlon
- Roder, André (1900–1959), österreichischer Bildhauer
- Røder, Andreas (1873–1948), dänischer Kunsthistoriker
- Röder, Antje (* 1978), deutsche Volleyball- und Beachvolleyballspielerin
- Roder, Armin (* 1932), deutscher Schauspieler und Mitbegründer der Compagnie de Comédie Rostock
- Röder, Bernd (* 1942), deutscher Basketballspieler
- Röder, Berndt (* 1948), deutscher Politiker (CDU), MdHB
- Röder, Brigitte (* 1961), deutsch-schweizerische Prähistorikerin
- Röder, Brigitte (* 1967), deutsche Psychologin und Neuropsychologin
- Röder, Britta (* 1967), deutsche Schriftstellerin
- Röder, Carl (1852–1922), deutscher Landschafts- und Tiermaler der Düsseldorfer Schule
- Röder, Carl (1854–1922), sächsischer Bildhauer und Lithograf
- Röder, Carl Gottlieb (1812–1883), deutscher Musikverleger
- Roder, Christian (1845–1921), deutscher Lehrer, Archivar und Historiker
- Röder, Christian Friedrich (1827–1900), deutscher Pädagoge und Mundartsänger und -dichter des Erzgebirges
- Röder, Christoph von (1618–1679), preußischer Obermarschall
- Röder, Daniel (* 1972), deutscher RechtsanwaltDaniel Röder (* 1972)

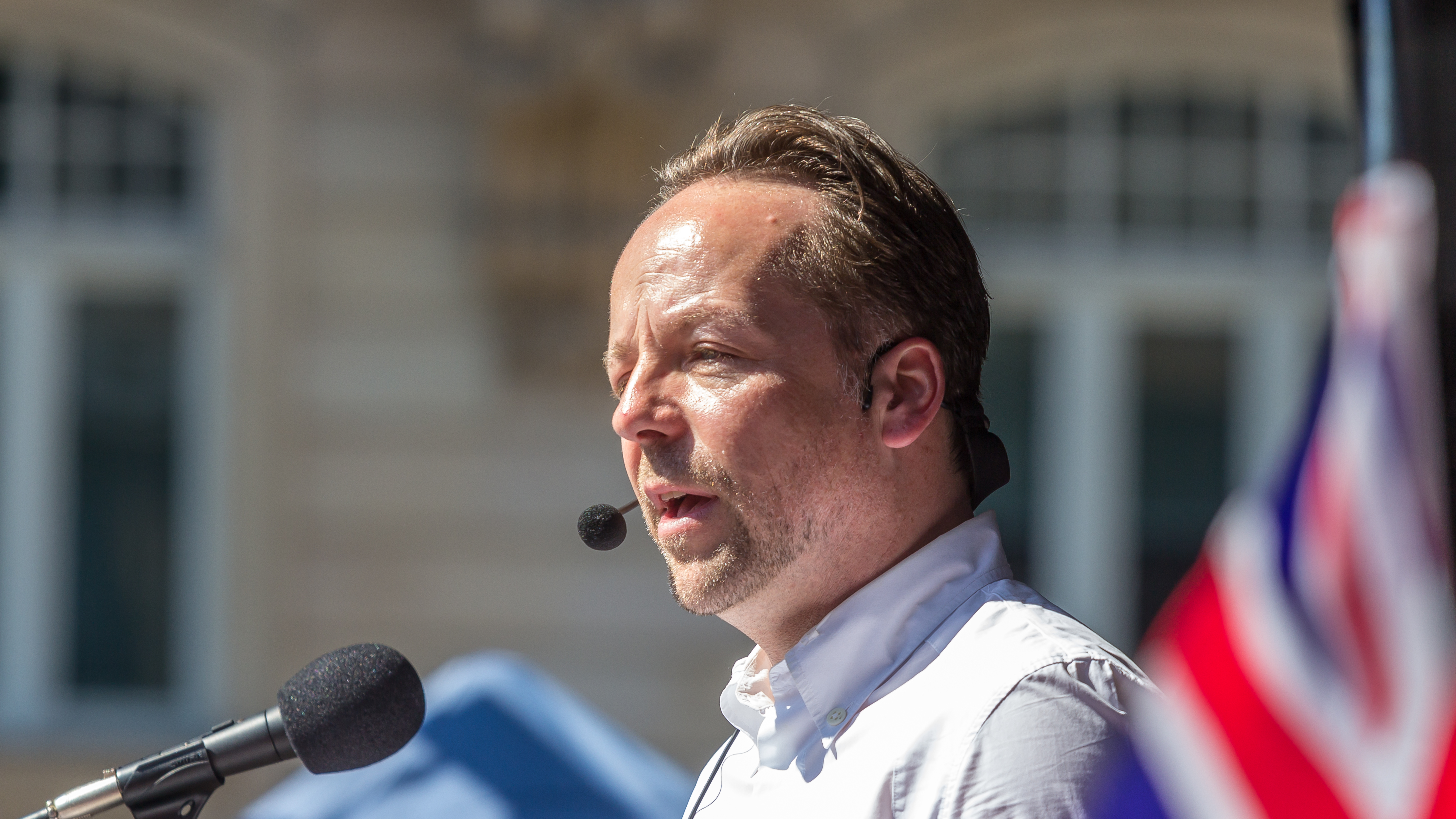
Daniel Röder (* 1972)

- Röder, David (* 1994), deutscher Schauspieler
- Röder, Edgar (* 1936), deutscher Diplomat, Botschafter der DDR
- Röder, Enno (1935–2019), deutscher Skilangläufer
- Röder, Erhard Ernst von (1665–1743), preußischer Generalfeldmarschall
- Roder, Erna (1916–2007), deutsche Malerin
- Röder, Eugen von (1808–1888), preußischer Politiker und Landrat im Kreis Angermünde (1850–1860)
- Röder, Eva (1925–2014), deutsche Malerin, Grafikerin, Collagistin und Galeristin
- Röder, Eva (* 1946), deutsche Schauspielerin
- Röder, Ferdinand (1807–1880), deutscher Schauspieler, Regisseur und Theaterleiter
- Röder, Franz-Josef (1909–1979), deutscher Politiker (CDU), MdL, MdB, Ministerpräsident des Saarlandes (1959–1979)Franz-Josef Röder (1909–1979)

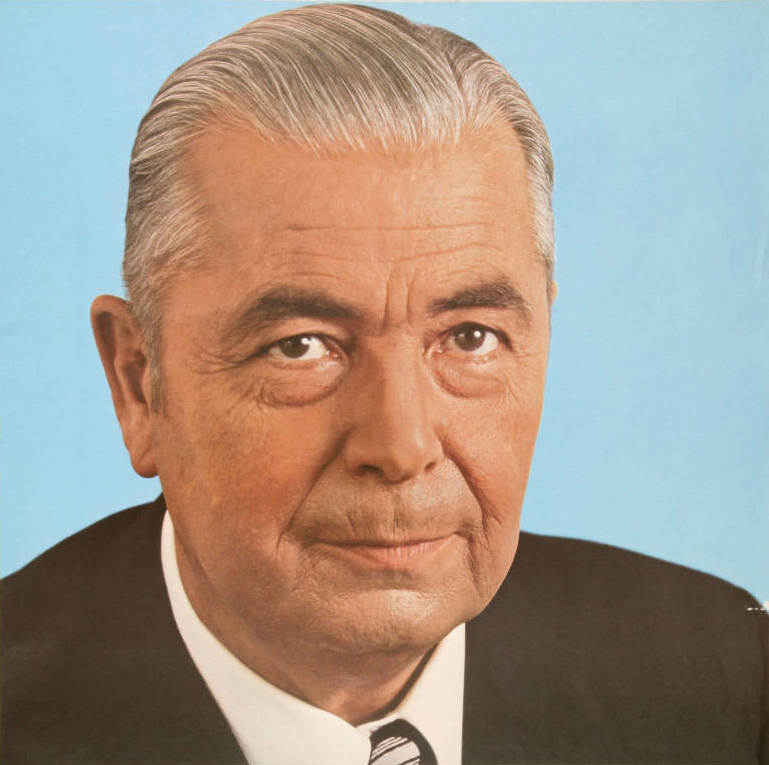
Franz-Josef Röder (1909–1979)

- Röder, Friedrich (1808–1870), deutscher Philologe und Gymnasiallehrer
- Roder, Friedrich (1834–1902), deutscher Verwaltungsjurist
- Röder, Friedrich Erhard von (1768–1834), preußischer General der Kavallerie
- Röder, Georg (1819–1896), Landtagsabgeordneter und Richter Großherzogtum Hessen
- Röder, Georg (1867–1958), deutscher Maler der deutschen Landschaft
- Röder, Georg Valentin (1776–1848), deutscher Komponist und Musiker
- Röder, Georg Wilhelm Röder (1795–1872), deutscher Soldat, Lehrer, Autor, Herausgeber und Schulinspektor
- Röder, Gisela (1936–2016), deutsche Gebrauchsgrafikerin und Buchillustratorin
- Röder, Gustav (1862–1900), sächsischer Architekt und Baumeister
- Roder, Hartmut (1951–2024), deutscher Historiker
- Röder, Heinrich (1897–1954), deutscher Architekt, Maler und Bildhauer
- Röder, Heinz (* 1935), deutscher Fußballspieler
- Röder, Helmut (1938–2012), deutscher Koch, bildender Künstler und Galerist
- Röder, Hermann (* 1874), deutscher Brauereiunternehmer
- Röder, Horst (* 1933), deutscher Sportwissenschaftler
- Röder, Immanuel (1916–1940), deutscher evangelischer Kriegsdienstverweigerer im Nationalsozialismus
- Roder, Jan (* 1968), deutscher Jazzbassist
- Roder, Johann (1814–1890), deutscher Gastwirt, Landwirt und Politiker (NLP), MdR
- Röder, Johann Christoph (1729–1813), deutscher Bergmeister
- Röder, Johann Michael, deutscher Orgelbauer in Berlin und Schlesien
- Roder, Johannes († 1596), deutscher Zisterzienserabt
- Röder, Josef (1862–1900), deutscher Architekt der Neugotik
- Röder, Josef (1914–1975), deutscher Archäologe und Ethnologe
- Röder, Judith (* 1978), deutsche Politikerin (FDP), MdL
- Röder, Julian (* 1981), deutscher Fotokünstler
- Röder, Julius von (1798–1881), Oberappellationsgerichtsrat, Staatsminister in Schwarzburg-Rudolstadt
- Röder, Karl (1881–1965), deutscher Maschinenbau-Ingenieur und Konstrukteur von Dampfturbinen
- Röder, Karl-Heinz (1935–1991), deutscher Staats- und RechtstheoretikerKarl-Heinz Röder (1935–1991)

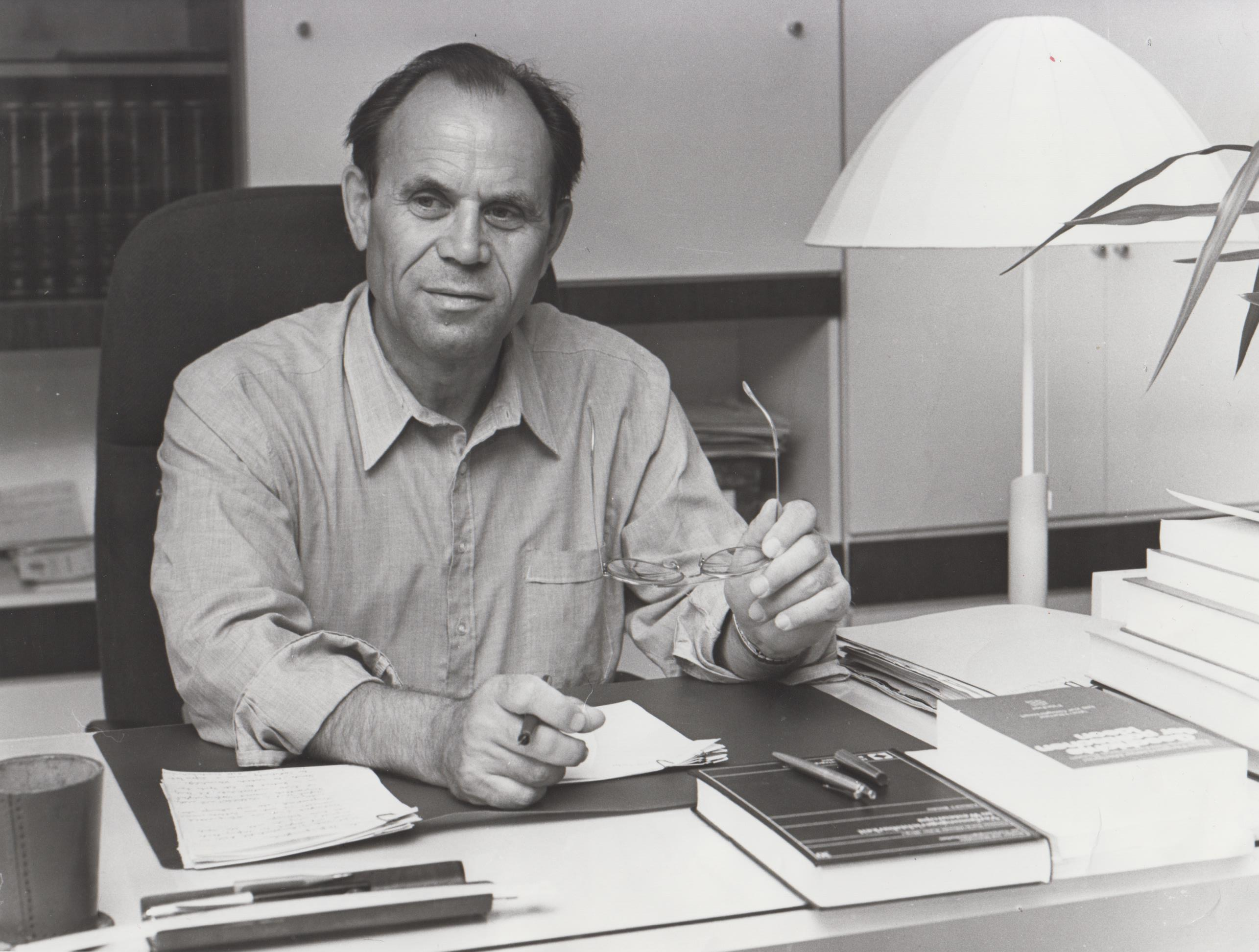
Karl-Heinz Röder (1935–1991)

- Röder, Katja (* 1975), deutsche Autorin und Schauspielerin
- Röder, Klaus (* 1948), deutscher Musiker
- Roder, Kurt (1945–2020), deutscher Fußballspieler
- Roder, Lorenz (1881–1958), deutscher Jurist
- Röder, Ludwig (1917–1993), deutscher Dichter, Schriftsteller und Astrologe
- Röder, Lukas (* 1993), deutscher Filmregisseur und Drehbuchautor
- Röder, Magdalena Hedwig (1656–1687), deutsche Malerin
- Röder, Maria (1903–1985), deutsche KPD-Funktionärin, Frauenrechtlerin und Justizopfer des Nationalsozialismus
- Röder, Marlene (* 1983), deutsche Schriftstellerin
- Röder, Oliver (* 1983), deutscher Koch
- Röder, Oskar (1862–1954), deutscher Tierarzt
- Röder, Paul (1897–1962), deutscher Maler
- Roder, Paul (1902–1993), deutscher Lehrer, Heimatforscher und Ortschronist
- Röder, Petra (1969–2018), deutsche Schriftstellerin
- Röder, Philipp (1791–1866), Bürgermeister und Mitglied der kurhessischen Ständeversammlung
- Röder, Philipp Ludwig Hermann (1755–1831), württembergischer evangelischer Geistlicher und Reiseschriftsteller
- Roder, Reinhard (* 1941), deutscher Fußballspieler
- Röder, René (* 1962), deutscher Fußballspieler
- Röder, Rudolf (1902–1991), deutscher SS-Hauptsturmführer
- Röder, Seda (* 1980), türkische Pianistin
- Röder, Sonja (* 1964), deutsche Schriftstellerin
- Röder, Victor von (1841–1910), anhaltischer Gutsbesitzer und Entomologe
- Röder, Werner (1938–2016), deutscher Historiker und Emigrationsforscher
- Röder-Ensikat, Regine (1942–2019), deutsche Grafikerin, Kinderbuchillustratorin und Schriftstellerin
- Röderer, Jan-Peter (* 1986), deutscher Politiker (SPD), MdL
- Röderer, Karl Conrad (1868–1928), Schweizer Sportschütze und Olympiasieger
- Roderer, Walter (1920–2012), Schweizer VolksschauspielerWalter Roderer (1920–2012)

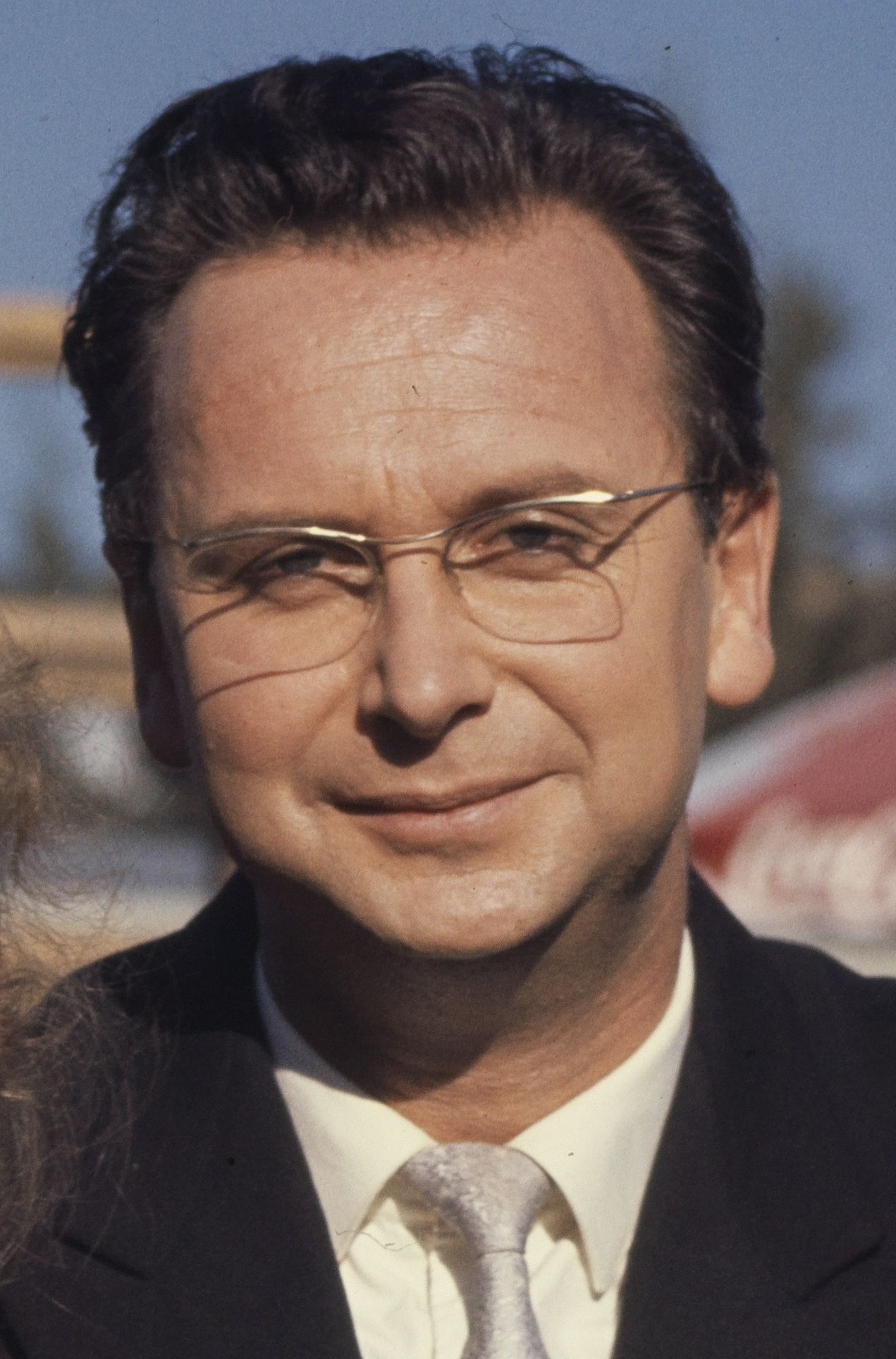
Walter Roderer (1920–2012)

- Roderfeld, Friedrich (* 1943), deutscher Leichtathlet und Olympiateilnehmer
- Roderich († 711), König der Westgoten (710–711)
- Roderich (1618–1651), Herzog von Württemberg-Weiltingen
- Roderick, Brande (* 1974), US-amerikanische Schauspielerin, Fotomodell und PlaymateBrande Roderick (* 1974)

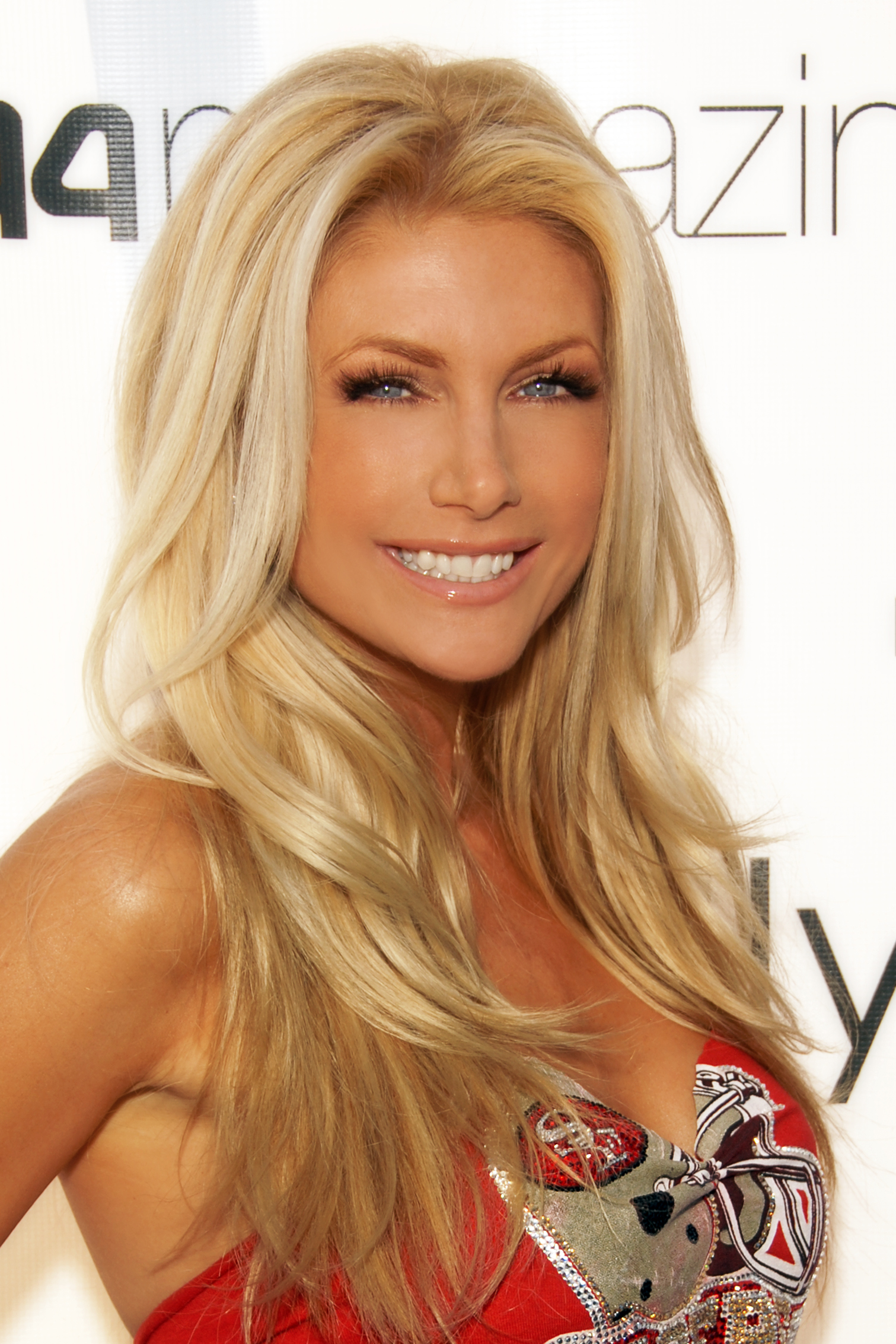
Brande Roderick (* 1974)

- Roderick, Caerwyn (1927–2011), britischer Politiker (Labour), Mitglied des House of Commons
- Roderick, John (* 1968), amerikanischer Musiker und Podcaster
- Rodericks, Joseph Robert (1927–2010), indischer Ordensgeistlicher, Bischof von Jamshedpur
- Roderig, Margarete (* 1957), deutsche Politikerin (CDU), MdL
- Roderique, Jean Ignace (1696–1756), deutscher Publizist und Hochschullehrer in Köln
- Roderique, Luc, kanadischer Schauspieler
- Rodermund, Eduard (1900–1959), deutscher politischer Aktivist und Wirtschaftsfunktionär
- Rödern, Friedrich von († 1564), schlesischer Adliger, österreichischer Minister in Schlesien
- Rodero Contreras, Camila (* 2008), chilenische Tennisspielerin
- Röders, Peter (* 1945), deutscher Puppenspieler, Figurentheaterleiter und Puppenbauer
- Rodert, Peter (* 1947), deutscher Fußballspieler

### Rodes
- Rodeš, Istok (* 1996), kroatischer Skirennläufer
- Rodes, Robert Emmett (1829–1864), konföderierter Generalmajor im amerikanischen Sezessionskrieg
- Rodes, Toby E. (1919–2013), deutscher Manager
- Rodesch, Chris (* 2001), luxemburgischer TennisspielerChris Rodesch (* 2001)

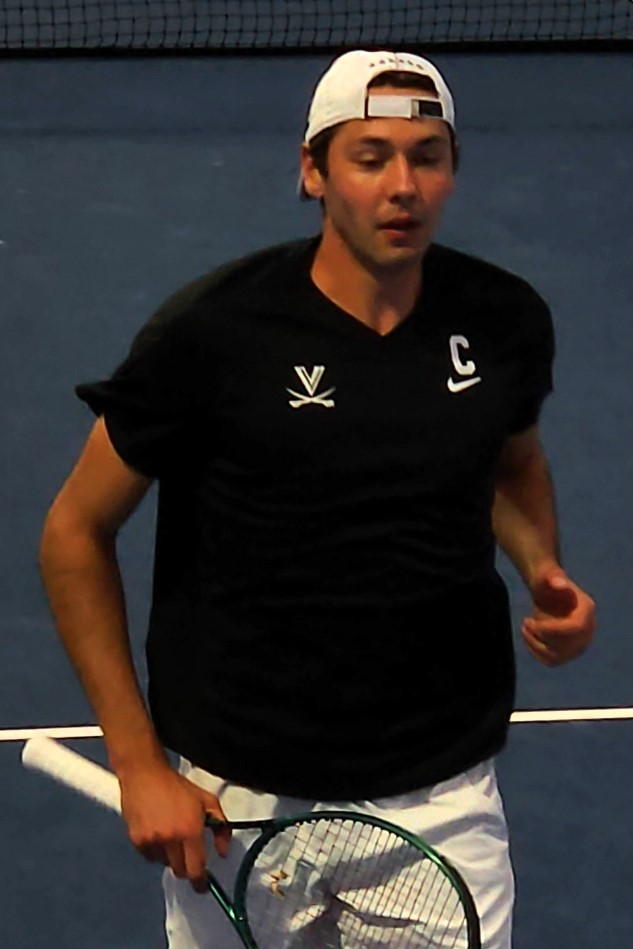
Chris Rodesch (* 2001)

- Rodeschini, David (* 1980), Schweizer Solo-Trompeter und Hochschullehrer

### Rodet
- Rodet, Sakor (* 1967), tschadischer Judoka

### Rodev
- Rodevåg, Stefan (* 1980), schwedischer Fußballspieler

### Rodew
- Rodewald, Amanda (* 1970), US-amerikanische Ökologin und Naturschutzbiologin
- Rodewald, Bernhard (1806–1874), deutscher Verwaltungsbeamter und Parlamentarier
- Rodewald, Berthold (1893–1966), deutscher Arzt
- Rodewald, Fritz (1939–2009), deutscher Hinweisgeber für die Verhaftung der Terroristen Ulrike Meinhof und Gerhard Müller
- Rodewald, Georg-Wilhelm (1921–1991), deutscher Chirurg, Pionier der Herzchirurgie in Hamburg
- Rodewald, Hanns-Lüdecke, deutscher Maschinenbau- und Fahrzeugtechniker
- Rodewald, Hans-Reimer (* 1958), deutscher Immunologe
- Rodewald, Heinrich (1869–1939), deutscher evangelischer Theologe und Kirchengeschichtler
- Rodewald, Heinz (1932–1993), deutscher Gebrauchsgrafiker und Medailleur
- Rodewald, Hermann (1856–1938), deutscher Agrarwissenschaftler
- Rodewald, Hermann (1869–1945), deutscher Kaufmann und Politiker (DNVP)
- Rodewald, Ingelene (* 1922), deutsche Sachbuchautorin
- Rodewald, Karl von (1845–1935), preußischer Generalleutnant
- Rodewald, Marion (* 1976), deutsche Hockeyspielerin
- Rodewald, Martin (1904–1987), deutscher Meteorologe
- Rodewald, Nico (* 1998), deutscher Fußballspieler
- Rodewald, Otto (1891–1960), deutscher Maler und Grafiker und Mitglied der Hamburgischen Sezession
- Rodewald, Raimund (* 1959), Schweizer Biologe und Landschaftsexperte
- Rodewald, Verena (1866–1937), deutsche Frauenrechtlerin und Politikerin (DVP), MdBB
- Rodewald, Wilhelm (1866–1926), deutscher Journalist und Schriftsteller in plattdeutscher Sprache, Sängerführer
- Rodewill, Rengha (* 1948), deutsche Fotografin, Autorin, Malerin, Grafikerin und TänzerinRengha Rodewill (* 1948)

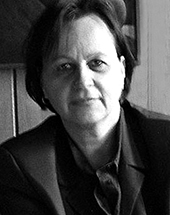
Rengha Rodewill (* 1948)

- Rodewitz, Caspar Gottlob von (1679–1721), deutscher Holzbildschnitzer und Steinbildhauer
- Rodewitz, Jakob († 1436), deutscher Rechtswissenschaftler
- Rodewyk, Adolf (1894–1989), deutscher Jesuitenpater und Exorzist
- Rodewyk, Vicky (* 1988), neuseeländische Schauspielerin

### Rodey
- Rodey, Bernard Shandon (1856–1927), US-amerikanischer Politiker